# Boundiali (departamento)
Boundiali es un departamento de la región de Bagoué, Costa de Marfil. En mayo de 2014 tenía una población censada de 127 684 habitantes.
Se encuentra ubicado al norte del país, cerca del río Bagoé y de la frontera con Malí.